# سینه از آتش دل در غم جانانه بسوخت
غزلی با مطلع «سینه از آتش دل در غم جانانه بسوخت» غزل شمارهٔ ۱۷ از دیوانِ حافظ در تصحیحِ محمد قزوینی و قاسم غنی است.

## در اجراها
محمدرضا شجریان در برنامهٔ شمارهٔ ۱۷۶ از مجموعهٔ گل‌های تازه این غزل را در آوازِ دشتی اجرا کرده‌است. شجریان همینطور این غزل را در برنامهٔ شمارهٔ ۴۰۲ از مجموعهٔ یک شاخه گل به همراه گلوریا روحانی به آواز درآورده است.